# Máquinas pensantes
Las máquinas pensantes son una facción ficticia del universo de la saga Dune de Frank Herbert. Creadas por los seres humanos, son máquinas inteligentes que llegan a dominar a la Humanidad. La rebelión humana contra las máquinas se conoce como la Yihad Butleriana, una epopeya que es punto de inflexión en el pasado histórico del universo de Dune. Las máquinas pensantes se mencionan por primera vez en Dune (1965), y son los principales antagonistas en la trilogía Leyendas de Dune.

## Leyendas de Dune
En 2002, Brian Herbert y Kevin J. Anderson publicaron la primera novela de su serie Leyendas de Dune. 
Crónica de la Yihad Butleriana, Leyendas de Dune establece que las máquinas pensantes están dirigidas por Omnius, una red sensible de computadoras con una encarnación en cada uno de los Planetas Sincronizados. Su sistema de actualización está basado en el viaje continuo de una nave entre todos los planetas, el llamado "Viajero Onírico". Mil años antes, un grupo de 20 disidentes, utilizaron las máquinas pensantes para esclavizar al resto de la Humanidad, transformándose ellos mismos en unos híbridos armados hombre-máquina llamados cymeks. En esencia inmortales e imparables, llegaron a ser conocidos como los Titanes, pero un siglo después perdieron el control de las máquinas pensantes y fueron derrocados por Omnius y sus propios siervos. 
La humanidad sufre bajo la opresión de las máquinas pensantes otros 900 años, antes de que el asesinato del bebé Manion Butler a manos del robot independiente Erasmo haga estallar la Yihad Butleriana. El último resto de seres humanos libres, unificados bajo la Liga de los Nobles, las combaten durante un siglo antes de finalmente derrotarlas en la Batalla de Corrin.

## La serie original de Dune
En el apéndice "Terminología del Imperio", el glosario de la novela Dune, incluye lo siguiente: 

Jihad Butleriano: (ver también Gran Revolución) - la cruzada contra los ordenadores, máquinas pensantes y robots conscientes iniciada en el año 201 B.G. y terminada en el 108 B.G. Su principal mandamiento ha quedado registrado en la Biblia Católica Naranja como "No construirás una máquina a semejanza de la mente humana."

En El Mesías de Dune (1969), el danzarín rostro tleilaxu Scytale señala que "Desde la época de la Yihad Butleriana cuando las "máquinas pensantes" fueron eliminadas de la mayor parte del universo, los ordenadores han inspirado desconfianza." 
Herbert se refiere a las máquinas pensantes y la Yihad muchas veces en sus últimos trabajos en la serie Dune, pero tampoco da mucho detalle sobre cómo la imaginaba. La muerte de Herbert en 1986 dejó este tema inexplorado y abierto a la especulación.

## Cazadores de Dune
En Cazadores de Dune, la primera de las dos novelas que cierran la serie original, escritas por Brian Herbert y Kevin J. Anderson, los antagonistas Daniel y Marty (introducidos por Frank Herbert en Casa Capitular Dune) se revela que son reencarnaciones de Omnius y Erasmus. En la tercera novela de Leyendas de Dune, Dune: La batalla de Corrin, Omnius había lanzado al universo una última cápsula de información antes de ser destruido en la Batalla de Corrin; se explica en Cazadores de Dune que esta señal ha conectado finalmente con una de las sondas que las máquinas pensantes difundieron desde Giedi Prime varias décadas antes, actualizando las versiones de Erasmus y Omnius. Durante 15000 años, Omnius y Erasmus desarrollan una flota inconmensurable preparando pacientemente su retorno, hasta que son encontrados y atacados por una célula de las Honoradas Matres de la Dispersión. Esto lleva a las máquinas pensantes de vuelta al antiguo imperio.

## Referencia bibliográfica
- Frank Herbert, Dune. Barcelona: Ediciones Debolsillo, 2003. ISBN 978-84-9759-682-4
- Frank Herbert, El Mesías de Dune. Ediciones Debolsillo: Barcelona, 2003. ISBN 978-84-9759-667-1
- Frank Herbert, Hijos de Dune. Ediciones Debolsillo: Barcelona, 2003. ISBN 978-84-9759-432-5
- Frank Herbert, Dios Emperador de Dune. Ediciones Debolsillo: Barcelona, 2003. ISBN 978-84-9759-748-7
- Frank Herbert, Herejes de Dune. Ediciones Debolsillo: Barcelona, 2003. ISBN 978-84-9759-731-9
- Frank Herbert, Casa Capitular Dune. Ediciones Debolsillo: Barcelona, 2003. ISBN 978-84-9759-770-8
- Brian Herbert, Kevin J. Anderson Cazadores de Dune. Plaza & Janés, Barcelona, 2008. ISBN 978-84-01-33679-9
- Brian Herbert, Kevin J. Anderson Dune: La Yihad Butleriana. Best Seller Debolsillo: Barcelona, 2005. ISBN 978-84-9793-672-9
- Brian Herbert, Kevin J. Anderson Dune: La cruzada de las máquinas. Best Seller Debolsillo: Barcelona, 2007. ISBN 978-84-8346-365-9
- Brian Herbert, Kevin J. Anderson Dune: La batalla de Corrin. Best Seller Debolsillo: Barcelona, 2007. ISBN 978-84-01-33636-2